# Mark Lanegan
Mark William Lanegan (Ellensburg (Washington), 25 november 1964 – Killarney, 22 februari 2022) was een Amerikaans zanger en schrijver.

## Levensloop
Lanegan begon zijn carrière als voorman van Screaming Trees. Hij hield zich bezig met solowerk en met samenwerkingen met andere artiesten. De eerste samenwerking uit 1990, The Winding Sheet, was een semi-akoestisch (Tom Waits-achtig) album samen met Nirvana's Kurt Cobain en Krist Novoselic, Jack Endino en Screaming Trees-drummer Mark Pickerel.
Oorspronkelijk was het de bedoeling om voor dit album bluescovers op te nemen samen met Kurt Cobain.
Lanegan was wegens zijn unieke, diepe, doorrookte stem een veelgevraagd gastzanger, onder andere op verschillende platen van Queens of the Stone Age (waarmee hij in 2002 ook op tournee ging, met naast hem Dave Grohl op drums). Hij werkt vaak samen met grote namen uit de grunge en stonerrock. Waar hij op zijn eerdere platen werd bijgestaan door onder andere leden van Pearl Jam en Alice in Chains, komt hij op zijn vijfde volwaardige soloalbum Bubblegum opnieuw met een uitzonderlijke gastenlijst: PJ Harvey, Aldo Struyf (toetsenist van Millionaire), Chris Goss, Josh Homme en Nick Oliveri, Guns n' Roses- en Velvet Revolver-leden Duff McKagan en Izzy Stradlin.
Lanegan maakt in 2006 samen met Isobel Campbell, ex-lid van het Schotse Belle & Sebastian, het album Ballad of the Broken Seas. Hij nam daarop het grootste deel van de zang voor zijn rekening en schrijft ook één nummer voor de plaat.
Hij werkte samen met Greg Dulli (zanger van de Afghan Whigs) op de ep Stitch in Time van the Twilight Singers en in die combinatie traden ze november 2006 ook in Nederland op. Een volledig album verscheen in 2008 onder de naam The Gutter Twins. In 2007 leende hij zijn stem voor het album "It's Not How Far You Fall, It's the Way You Land" van The Soulsavers, waarop hij ook coauteur was van vijf nummers.
Zijn ex-vrouw Wendy Rae Fowler zingt mee op de nummers: "No Easy Action" (Field Songs 2001) en "When Your Number Isn't Up", "Wedding Dress", "Methamphetamine Blues", "Bombed" en "Strange Religion" (Bubblegum 2004).
Veel muzikanten uit de Palm Desert Scene hebben bijgedragen aan zijn albums en andersom.
Hij schreef ook boeken: “Sing backwards and Weep” over zijn muzikale leven en vriendschap met Cobain, en enkele gedichtenbundels, zoals “Leaving California”. Zijn laatste boek “Devil in a Coma” ging over zijn besmetting met het COVID-19-virus, zijn lange hospitalisatie en de nasleep van de besmetting.
Op 22 februari 2022 overleed Lanegan op 57-jarige leeftijd in zijn huis in Killarney, Ierland.

## Discografie

### MetScreaming Trees

#### Albums
| Jaar | Titel                            |
| ---- | -------------------------------- |
| 1986 | Clairvoyance                     |
| 1987 | Even If and Especially When      |
| 1988 | Invisible Lantern                |
| 1989 | Buzz Factory                     |
| 1991 | Uncle Anesthesia                 |
| 1992 | Sweet Oblivion                   |
| 1996 | Dust                             |
| 2011 | Last Words: The Final Recordings |

#### Singles en ep's
| Jaar | Titel                                                                |
| ---- | -------------------------------------------------------------------- |
| 1986 | Other Worlds                                                         |
| 1988 | Beat Happening / Screaming Trees - Beat Happening / Screaming Trees  |
| 1989 | Change Has Come EP                                                   |
| 1989 | Change Has Come b/w Days / Time Speaks Her Golden Tongue b/w Flashes |
| 1990 | Something About Today                                                |
| 1991 | Bed of Roses                                                         |
| 1992 | Dollar Bill                                                          |
| 1992 | Paul Westerberg - Screaming Trees - Dyslexic Heart / Nearly Lost You |
| 1993 | Nearly Lost You                                                      |
| 1993 | Butterfly                                                            |
| 1993 | Shadow of the Season                                                 |
| 1996 | All I Know                                                           |
| 1996 | Sworn and Broken                                                     |

#### Compilatiealbums
| Jaar | Titel                                                                            |
| ---- | -------------------------------------------------------------------------------- |
| 1989 | R. Stevie Moore - Screaming Trees - Fourwaycross - Flux - Throat Culture Issue#1 |
| 1991 | Anthology: SST Years                                                             |
| 2001 | Nearly Lost You                                                                  |
| 2005 | Ocean of Confusion: Songs of Screaming Trees 1990-1996                           |

### Als soloartiest

#### Albums
| Jaar | Titel                      |
| ---- | -------------------------- |
| 1990 | The Winding Sheet          |
| 1994 | Whiskey for the Holy Ghost |
| 1998 | Scraps at Midnight         |
| 1999 | I'll Take Care of You      |
| 2001 | Field Songs                |
| 2013 | Imitations                 |
| 2014 | Phantom Radio              |
| 2020 | Straight Songs of Sorrow   |

#### Livealbums
| Jaar | Titel                                                                             |
| ---- | --------------------------------------------------------------------------------- |
| 2010 | The Night Porter, Live in the House of the Lord, Union Chapel, London, 18/8/2010  |
| 2010 | Live at Leeds, Brudenell Social Club, April 24, 2010                              |
| 2010 | Live at the Esplanade Hotel, Melbourne, Australia, June 9, 2010                   |
| 2011 | Live in the Fields of the Departed - Hollywood Forever Cemetery, June 12, 2011    |
| 2011 | Sing Backwards and Weep, Live -w- Band, Voxhall, Aarhus, Denmark, August 31, 2010 |

#### Singles en ep's
| Jaar | Titel                                                                                  |
| ---- | -------------------------------------------------------------------------------------- |
| 1990 | Down in the Dark b/w I Love You Little Girl                                            |
| 1994 | House a Home                                                                           |
| 1998 | Stay                                                                                   |
| 2009 | Bomb the Bass Feat Mark Lanegan - Black River                                          |
| 2012 | Mark Lanegan Covers Karen Dalton - Same Old Man                                        |
| 2012 | Dark Mark Does Christmas 2012                                                          |
| 2013 | Mad Season Featuring Mark Lanegan - Locomotive                                         |
| 2013 | Art Department Presents Martina Topley-Bird Feat Mark Lanegan & Warpaint - Crystalised |
| 2013 | Moby & Mark Lanegan - The Lonely Night                                                 |
| 2013 | Mark Lanegan & Duke Garwood - Cold Molly                                               |

### Met de Mark Lanegan Band

#### Albums
| Jaar | Titel               |
| ---- | ------------------- |
| 2004 | Bubblegum           |
| 2012 | Blues Funeral       |
| 2017 | Gargoyle            |
| 2019 | Somebody’s Knocking |

#### Livealbums
| Jaar | Titel                                                    |
| ---- | -------------------------------------------------------- |
| 2012 | Play Blues Funeral, Mexico City, Plaza Condesa, 9/4/2012 |
| 2012 | Live in Studio Antwerp December 2011                     |
| 2012 | Live at Webster Hall New York City May 10, 2012          |
| 2012 | Amsterdam - Leap Year, February 29, 2012                 |
| 2012 | Warsaw - Proxima Club, 19/03/2012                        |
| 2013 | Mark Lanegan Live in Istanbul Iksv Salon Dec. 11,2012    |

#### Singles en ep's
| Jaar | Titel                                                                               |
| ---- | ----------------------------------------------------------------------------------- |
| 2003 | Here Comes That Weird Chill                                                         |
| 2004 | Hit the City                                                                        |
| 2004 | Sideways in Reverse                                                                 |
| 2011 | The Gravedigger's Song                                                              |
| 2012 | WhoMadeWho & Mark Lanegan Band – Deep Black Vanishing Train / Below the Cherry Moon |

#### Dvd's
| Jaar | Titel                        |
| ---- | ---------------------------- |
| 2012 | 4ad Sessions New York 6.2.12 |
| 2012 | The Ghost That Wouldn't Die  |

### MetDuke Garwood

#### Albums
| Jaar | Titel         |
| ---- | ------------- |
| 2013 | Black Pudding |

### MetThe Gutter Twins

#### Albums
| Jaar | Titel      |
| ---- | ---------- |
| 2008 | Saturnalia |

#### Singles en ep's
| Jaar | Titel                |
| ---- | -------------------- |
| 2008 | God's Children       |
| 2008 | Adorata              |
| 2008 | Idle Hands           |
| 2008 | All Misery / Flowers |

### MetIsobel Campbell

#### Albums
| Jaar | Titel                     |
| ---- | ------------------------- |
| 2006 | Ballad of the Broken Seas |
| 2008 | Sunday at Devil Dirt      |
| 2010 | Hawk                      |

#### Livealbums
| Jaar | Titel                            |
| ---- | -------------------------------- |
| 2010 | Live at the Barbican London 2010 |

#### Singles en ep's
| Jaar | Titel                       |
| ---- | --------------------------- |
| 2006 | Ramblin' Man                |
| 2006 | Honey Child What Can I Do?  |
| 2008 | Come On Over (Turn Me On)   |
| 2008 | Keep Me in Mind Sweetheart  |
| 2008 | Who Built the Road          |
| 2010 | You Won't Let Me Down Again |
| 2010 | Come Undone                 |

### Albums metThe Twilight Singers
- 2003 - Blackberry Belle
- 2004 - She Loves You
- 2006 - Stitch in Time EP

### Albums metThe Soulsavers
- 2007 - It's Not How Far You Fall, It's the Way You Land
- 2009 - Broken

### Hitnoteringen
| Album met eventuele hitnotering(en) in de Nederlandse Album Top 100 | Datum van verschijnen | Datum van binnenkomst | Hoogste positie | Aantal weken | Opmerkingen                     |
| ------------------------------------------------------------------- | --------------------- | --------------------- | --------------- | ------------ | ------------------------------- |
| The winding sheet                                                   | 01-05-1990            | -                     |                 |              |                                 |
| Whiskey for the holy ghost                                          | 18-01-1994            | -                     |                 |              |                                 |
| Scraps at midnight                                                  | 21-07-1998            | -                     |                 |              |                                 |
| I'll take care of you                                               | 21-09-1999            | -                     |                 |              |                                 |
| Field songs                                                         | 08-05-2001            | -                     |                 |              |                                 |
| Here comes that weird chill                                         | 04-11-2003            | -                     |                 |              | als Mark Lanegan Band / ep      |
| Bubblegum                                                           | 02-08-2004            | 14-08-2004            | 36              | 6            | als Mark Lanegan Band           |
| Ramblin man                                                         | 2005                  | -                     |                 |              | met Isobel Campbell / ep        |
| Ballad of the broken seas                                           | 2006                  | 04-02-2006            | 51              | 5            | met Isobel Campbell             |
| Sunday at devil dirt                                                | 13-05-2008            | 17-05-2008            | 69              | 2            | met Isobel Campbell             |
| Hawk                                                                | 16-08-2010            | 21-08-2010            | 54              | 3            | met Isobel Campbell             |
| Blues funeral                                                       | 03-02-2012            | 11-02-2012            | 20              | 6            | als Mark Lanegan Band           |
| Black Pudding                                                       | 05-2013               | -                     | -               | -            | als Mark Lanegan & Duke Garwood |

| Album met hitnotering(en) in de Vlaamse Ultratop 200 albums | Datum van verschijnen | Datum van binnenkomst | Hoogste positie | Aantal weken | Opmerkingen           |
| ----------------------------------------------------------- | --------------------- | --------------------- | --------------- | ------------ | --------------------- |
| Bubblegum                                                   | 2004                  | 14-08-2004            | 28              | 10           | als Mark Lanegan Band |
| Ballad of the broken seas                                   | 2006                  | 04-02-2006            | 15              | 14           | met Isobel Campbell   |
| Sunday at devil dirt                                        | 2008                  | 17-05-2008            | 6               | 12           | met Isobel Campbell   |
| Hawk                                                        | 2010                  | 21-08-2010            | 5               | 10           | met Isobel Campbell   |
| Blues funeral                                               | 2012                  | 11-02-2012            | 4               | 19*          | als Mark Lanegan Band |

### Singles
| Single met hitnotering(en) in de Vlaamse Ultratop 50 | Datum van verschijnen | Datum van binnenkomst | Hoogste positie | Aantal weken | Opmerkingen           |
| ---------------------------------------------------- | --------------------- | --------------------- | --------------- | ------------ | --------------------- |
| Gray goes black                                      | 2012                  | 11-02-2012            | tip16           | -            |                       |
| Harborview hospital                                  | 02-04-2012            | 05-05-2012            | tip43           | -            | als Mark Lanegan Band |